# Continental O-170
Continental O-170 é a designação militar coletiva para uma família de pequenos motores aeronáuticos, conhecida como A50, A65, A75 e A80. A linha foi projetada e construída pela  Continental Motors no início da década de 1940. Foi empregado como motor de aeronaves leves civis e militares.
Os motores de quatro cilindros opostos horizontalmente desta família são todos idênticos em aparência, diâmetro, curso, peso seco e deslocamento do pistão. Todos apresentam um sistema de alimentação de combustível e carburador montado na parte inferior. As variantes de maior potência diferem apenas na taxa de compressão e rpm máximas permitidas, além de pequenas modificações. As versões de baixa potência são totalmente conversíveis para as versões de maior potência.

## Projeto e desenvolvimento
Em todos os modelos desta família de motores as cabeças dos cilindros são de liga de alumínio, aparafusadas e contraídas em tambores de aço. As inserções das velas de ignição e as sedes das válvulas de admissão são feitas de liga de alumínio e bronze, enquanto as sedes das válvulas de escape são de aço. Todos os motores empregam tuchos hidráulicos que operam em guias de alumínio usinadas no cárter. Os tuchos são construídos a partir de quatro peças, um corpo seguidor de came, copo, cilindro e pistão e operam com folgas de 0,03 pol. (1 mm) a 0,11 pol. (3 mm). As varetas são de aço e apresentam esferas encaixadas na extremidade sob pressão.
O óleo lubrificante é fornecido sob pressão do reservatório de óleo de 4 US qt (3,79 L) para os rolamentos de transmissão através do virabrequim. As paredes do cilindro e os pistões são lubrificados por spray. A pressão de óleo operacional normal é de 35 psi, com pressão de óleo ociosa mínima de 10 psi.

## Variantes

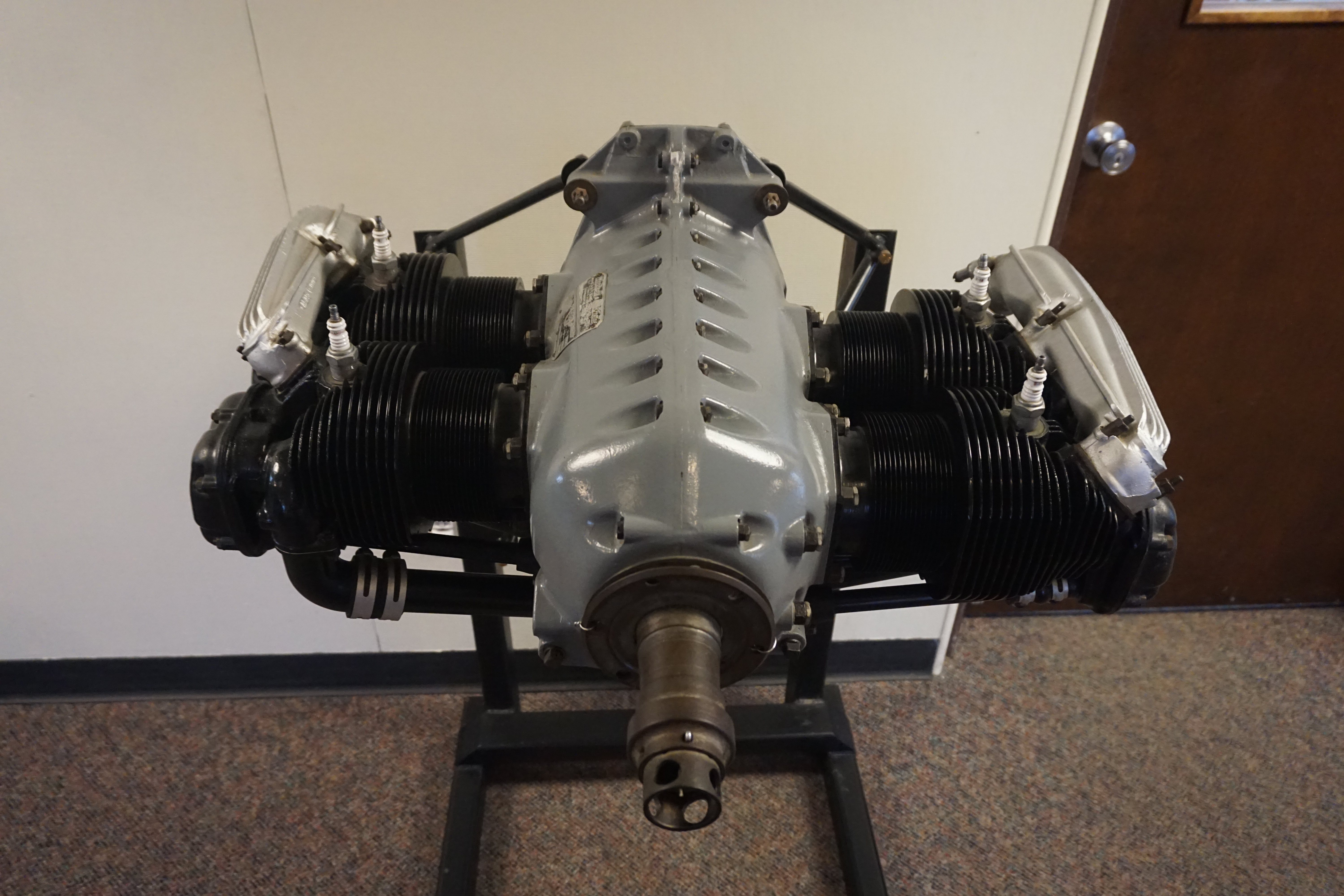
Um A50 em exibição no "Air Zoo".

A50
50 hp (37 kW), taxa de compressão 5,4: 1, rpm máx. 1.900, consumo de combustível em cruzeiro 3,8 US gph
A50-1
A50-2
A50-3
A50-4
A50-5
A50-6
A50-7
A65
65 hp (48 kW), taxa de compressão 6,3: 1, rpm máx. 2.300, consumo de combustível em cruzeiro 4,4 US gph. As válvulas de exaustão têm faces de estelite. Os pistões têm três anéis, embora alguns A65 de produção inicial tivessem quatro.
A65-1
A65-2
A65-3
A65-4
A65-5
A65-6
A65-7
A65-8
A65-8F
A65-9
A65-12
A75
75 hp (56 kW), taxa de compressão 6,3: 1, rpm máx. 2.600, consumo de combustível em cruzeiro 4,8 US gph. As válvulas de escape têm faces de Stellite e as bielas têm um orifício de 0,125 pol. (3 mm) feito na tampa da haste para melhorar a lubrificação. Os pistões têm três anéis e pinos de pistão menores.
A75-1
A75-2
A75-3
A75-4
A75-5
A75-6
A75-14
A80
80 hp (60 kW), taxa de compressão 7,55: 1, rpm máx. 2.700, consumo de combustível em cruzeiro 5,2 US gph. As bielas têm um orifício de 0,125 pol. (3 mm) na tampa da haste para melhorar a lubrificação. Os pistões têm cinco anéis e pinos de pistão menores.
A80-1
A80-2
A80-3
A80-4
A80-5
A80-6
A80-8
O-170
Designações militares para a família de motores A50, A65, A75 e A80 respectivamente.
O-170-1
O-170-3
O-170-5
O-170-7

## Aplicações

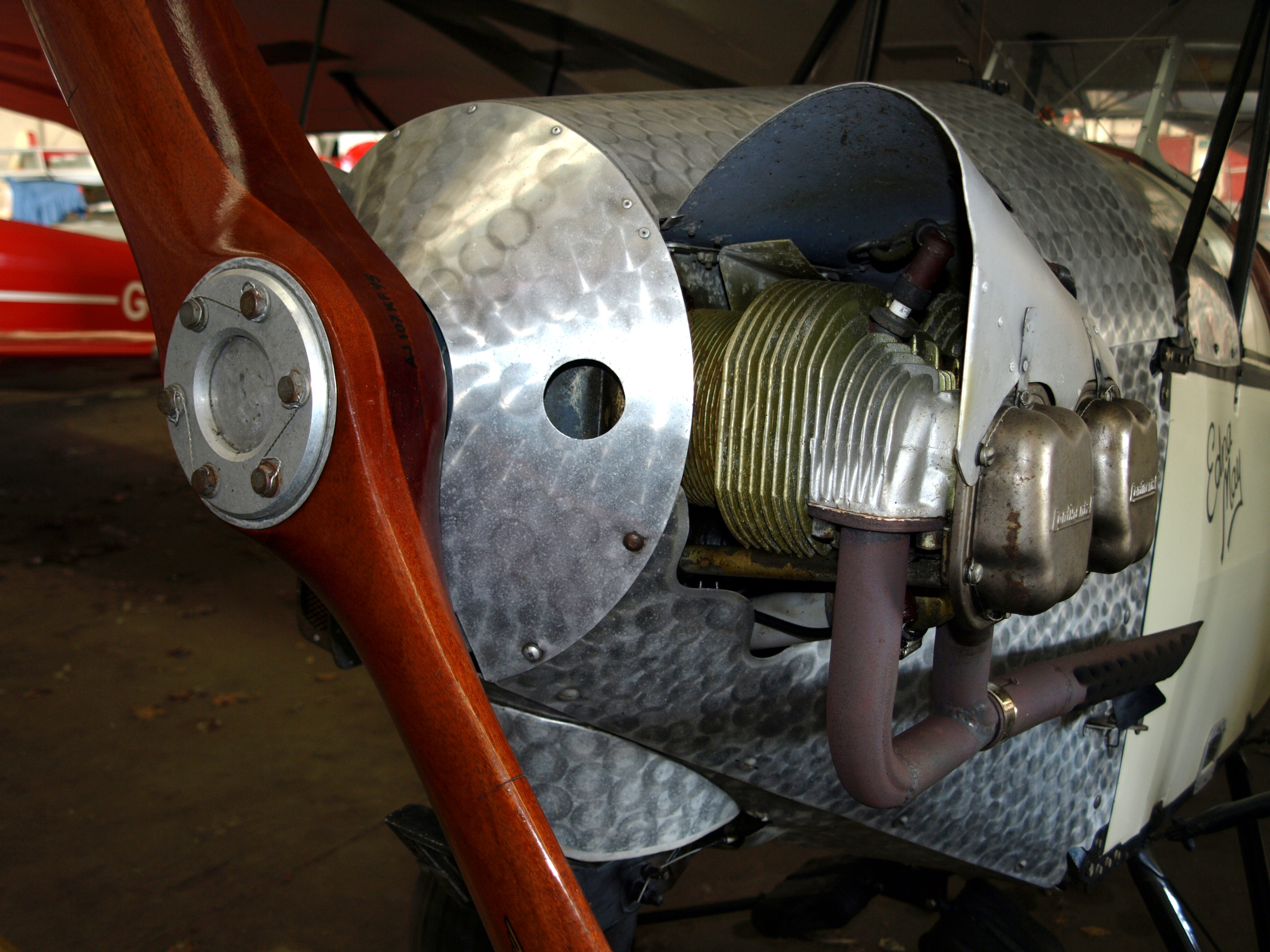
Um Continental A65-8F instalado
em um Pietenpol Air Camper.

A50
- Aeronca KCA
- Aeronca 50C
- Aeronca 50TC
- Aeronca S50C[3]
- Luscombe 8[3]
- Piper J-3[3]
- Piper J-4[3]
- Porterfield CP50[3]
- Porterfield CP55[3]
- Taylorcraft BC[3]
- Taylorcraft BCS[3]

A65
- Aeronca L-3
- Aeronca S65C
- Aeronca S65CA[3]
- Aeronca 65F
- Aeronca 65CA[3]
- Aeronca Champion
- Airdrome Fokker D-VIII
- Bearhawk LSA
- Cassutt Special
- Christavia Mk I
- Circa Reproductions Nieuport
- Coupé-Aviation JC-01
- Davis DA-2
- Davis DA-5
- Ercoupe 415C[3]
- E & P Special
- Falconar F11 Sporty
- Fisher Celebrity
- Fisher Dakota Hawk
- Helmy Aerogypt[4]
- Henderson Little Bear
- Interstate SIA Cadet[3]
- Jameson RJJ-1 Gipsy Hawk
- Jodel D.112
- Luscombe 8A[3]
- Luscombe 10
- Piper J-3[3]
- Piper J-4A[3]
- Porterfield CP65[3]
- Rearwin Skyranger 165[3]
- Smith Miniplane[5]
- Stolp SA-900 V-Star
- Taylorcraft BCS
- Taylorcraft BCS12
- Taylorcraft 65[2][3]
- Tayorcraft BC
- Taylorcraft BC1265
- Taylorcraft BCT[2][3]
- Taylorcraft L-2
- Taylorcraft Tandem[3]
- Turner T-40
- Warner Revolution I
- Wolf W-11 Boredom Fighter

A75
- Bearhawk LSA
- Culver LCA[3]
- Jodel D.121
- Luscombe 8C
- Luscombe 8D[3]
- Piper J-4E[3]
- Piper J-5[3]
- Piper J-5A
- Porterfield 75C[3]
- Rearwin Skyranger 175[3]
- Stinson Model 105 (HW-75)[3]

A80
- Harris Geodetic LW 108
- Piper J-5A-80
- Shirlen Big Cootie
- Stinson Model 105 (HW-80)
- Stinson Model 10
- Vought V-173